# Mikófa
Mikófa (horvátul: Miklavec) falu  Horvátországban Muraköz megyében. Közigazgatásilag Bottyornyához tartozik.

## Fekvése
Csáktornyától 12 km-re északkeletre, községközpontjától Bottornyától 4 km-re északnyugatra a Mura jobb partján fekszik. Alsóferencfalvától csak a Jalšovnica-patak választja el.

## Története
A település első írásos említése 1490-ből származik "Mychklowycz" alakban. 1505-ben "Mykowczy" néven említik.
1540-ben a csáktornyai Ernusztok kihalása után a csáktornyai  uradalommal együtt rövid ideig a Keglevich családé, majd 1546-ban I. Ferdinánd király adományából a Zrínyieké lett. Miután Zrínyi Pétert 1671-ben felségárulás vádjával halálra ítélték és kivégezték, minden birtokát elkobozták, így a birtok a kincstáré lett. III. Károly 1719-ben az uradalommal együtt szolgálatai jutalmául elajándékozta Althan Mihály János cseh nemesnek. 1791-ben az uradalmat gróf Festetics György vásárolta meg és ezután 132 évig a tolnai Festeticsek birtoka volt.
Vályi András szerint " MIKLOVECZ. Horvát falu Szala Várm. földes Ura G. Álthán Uraság, lakosai katolikusok, határja középszerű."
A településnek 1910-ben a szomszédos Alsóferencfalvával együtt 626, túlnyomórészt horvát lakosa volt. A trianoni békeszerződésig, majd 1941 és 1945 között újra  Zala vármegye Csáktornyai járásához tartozott. A 2001-es népszámlálás adatai szerint 568 lakosa volt.

## Nevezetességei
A Szentháromság tiszteletére szentelt kápolnája 1804-ben épült.

## Külső hivatkozások
- Bottornya község hivatalos oldala
- A bottornyai plébánia honlapja